# Sobór Narodzenia Matki Bożej w Rostowie nad Donem

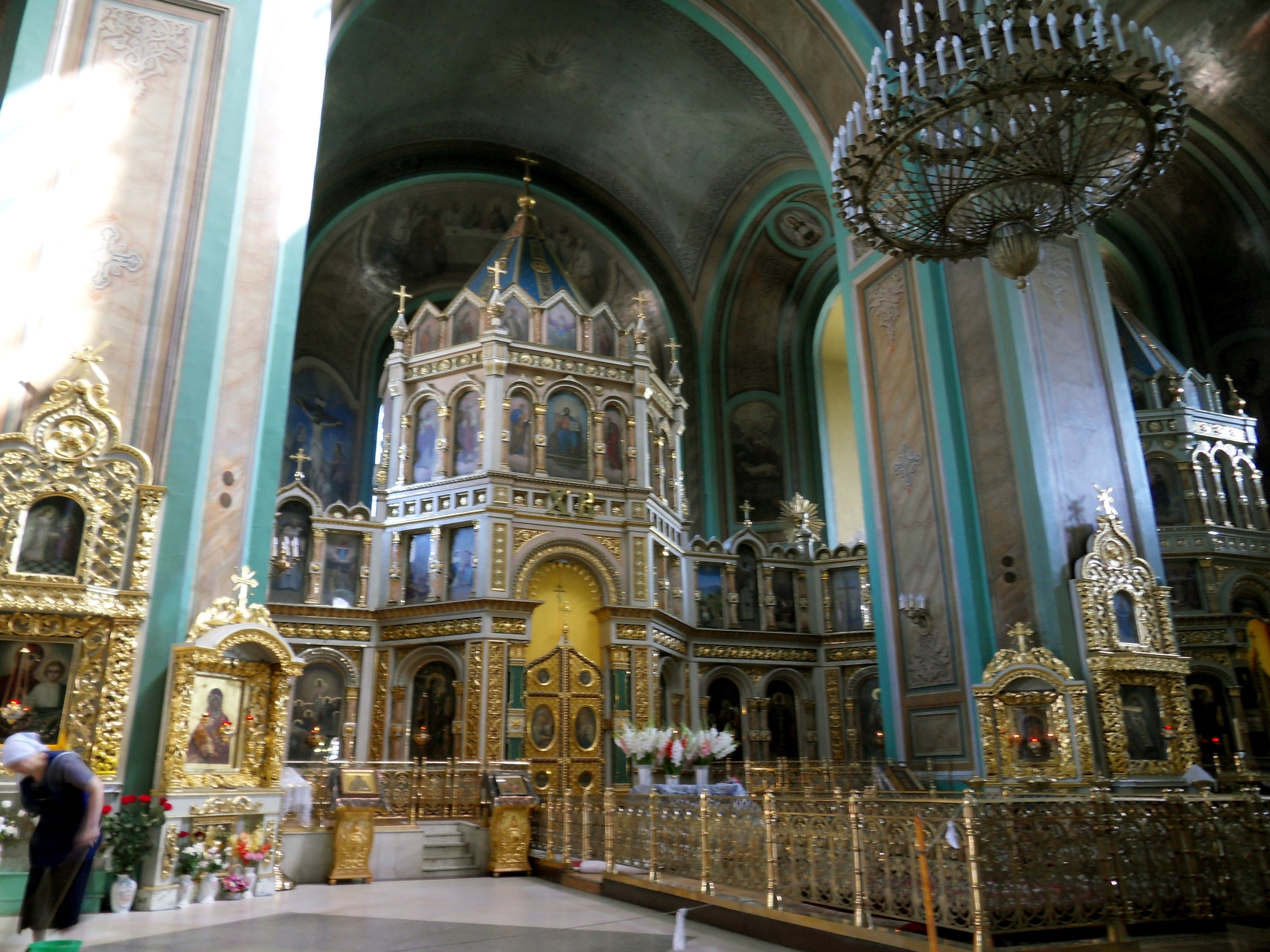
Wnętrze świątyni

Sobór Narodzenia Matki Bożej – prawosławny sobór katedralny w Rostowie nad Donem, katedra eparchii rostowskiej i nowoczerkaskiej i zarazem metropolii dońskiej Rosyjskiego Kościoła Prawosławnego.

## Historia
Miejsce pod budowę świątyni parafialnej Narodzenia Matki Bożej wybrano w 1780, w pobliżu Centralnego Rynku w słobodzie żołnierskiej. Obiekt sakralny został zbudowany i wyświęcony już w następnym roku, jednak gotowa świątynia uległa zniszczeniu w 1791 wskutek uderzenia pioruna. Na wniosek kupca Michaiła Naumowa, przewodniczącego samorządu rozwijającego się miasta, metropolita jekaterynosławski Gabriel wyraził zgodę na wzniesienie na tym samym miejscu nowej cerkwi. W 1795 wyświęcono murowaną cerkiew Narodzenia Matki Bożej z drewnianymi kopułami, a w jej sąsiedztwie mniejszą cerkiew Trzech Świętych Hierarchów, która była użytkowana liturgicznie w miesiącach jesiennych i zimowych. W 1822 Świątobliwy Synod Rządzący nadał cerkwi Narodzenia Matki Bożej rangę soboru.  
W związku z szybkim wzrostem liczby mieszkańców Rostowa, starosta parafii Narodzenia Matki Bożej Konstantin Michajłow-Niefiodow oraz kupiec Siemion Koszkin zwrócili się do biskupa jekaterynosławskiego Innocentego, a za jego pośrednictwem do Świętego Synodu, z prośbą o zgodę na budowę nowego, znacznie obszerniejszego soboru, który sami zamierzali współfundować. Zgodę na budowę otrzymali w 1845, zaś prace nad wznoszeniem obiektu trwały od 1854 do 1860. Cerkiew usytuowano przy ulicy Staropocztowej (ob. Stanisławskiego), nieco na zachód od starszej cerkwi, którą następnie rozebrano, by zrobić miejsce na dzwonnicę soboru wzniesioną w latach 1875–1887 według projektu A. Kampioniego, z funduszy przekazanych przez kupca Piotra Maksimowa i innych darczyńców. W roku ukończenia prac budowlanych na dzwonnicy zawieszono dzwony odlane z fundacji I. Panczenki w fabryce Finlandskiego w Moskwie. Jeszcze przed tą datą na jednej z niższych kondygnacji dzwonnicy urządzono cerkiew-baptysterium pod wezwaniem św. Mikołaja.
W 1890 przed soborem odsłonięto dziesięciometrowy pomnik cara Aleksandra II, który znajdował się w tym miejscu do 1920. W tym samym roku władze bolszewickie skonfiskowały ze świątyni szereg cennych ikon i utensyliów liturgicznych, część wyposażenia obiektu zabrali ze sobą również wyjeżdżający z Rosji biali emigranci. W 1921 władze aresztowały protojereja Wierchowskiego, proboszcza parafii soborowej. Rok później wyposażenie soboru podległo akcji konfiskaty cennych przedmiotów należących do Cerkwi, jednak parafianie świątyni przerwali ją i pobili przeprowadzających konfiskatę. Władze radzieckie aresztowały wówczas siedmiu duchownych, czterech członków rady parafialnej, biskupa rostowskiego Arseniusza oraz 25 świeckich, których postawiono następnie przed trybunałem rewolucyjnym. W 1929 Iwan Wołkow i I. Podorożna wykonali nowe freski w świątyni.
W 1930 sobór został zamknięty i zaadaptowany na zwierzyniec, a następnie magazyn. Całe jego wyposażenie uległo zniszczeniu. W 1942 rozebrano dwie górne kondygnacje dzwonnicy świątyni, by nie mogła ona posłużyć atakującej armii niemieckiej jako punkt orientacyjny. W okresie, gdy Rostów znajdował się pod niemiecką okupacją, cerkiew została ponownie otwarta dla celów liturgicznych i uporządkowana. Iwan Wołkow dokonał restauracji namalowanych przez siebie kilkanaście lat wcześniej fresków. Po II wojnie światowej obiekt sakralny pozostał czynny. W latach 50. XX wieku do świątyni wstawiono nowe ikonostasy zaprojektowane przez D. Eberga, zaś w latach 1991–1999 przywrócono pierwotne rozmiary i wygląd dzwonnicy. W 1999 sobór odwiedził, święcąc przy tej okazji dzwonnicę, patriarcha moskiewski i całej Rusi Aleksy II. W 1996 na placu przed soborem ustawiono pomnik św. Dymitra z Rostowa.

## Architektura
Sobór został wzniesiony w stylu bizantyjsko-rosyjskim według projektu Konstantina Thona. Bezpośrednim wzorem dla świątyni był wojskowy sobór Wprowadzenia Matki Bożej do Świątyni w Petersburgu, który z kolei oparto na projekcie moskiewskiego soboru Chrystusa Zbawiciela. Pierwotny plan został zmodyfikowany przez A. Kutiepowa w celu obniżenia kosztów budowy cerkwi.
Sobór jest budowlą krzyżowo-kopułową, nakrytą pięcioma kopułami.  Posiada dwa ołtarze boczne: Świętych Piotra i Pawła oraz Przemienienia Pańskiego. W porównaniu z moskiewskim soborem Chrystusa Zbawiciela jest znacznie skromniej dekorowany z zewnątrz. Przewidywano pozłocenie wszystkich pięciu cebulastych kopuł soboru, jednak ostatecznie projekt ten zrealizowano dopiero w 1988. Wysokość budowli to 49,8 m, natomiast wysokość czterokondygnacyjnej dzwonnicy – 75 m.
Freski we wnętrzu cerkwi wykonano z fundacji I. Panczenki w XIX w. Ten sam fundator opłacił zakup ikon do wnętrza soboru umieszczonych w szesnastu złoconych kiotach. Głównym przedmiotem kultu w świątyni była ikona św. Dymitra z Rostowa. Po 1991 do soboru wstawiono ikonostasy odbiegające wyglądem od pierwotnych XIX-wiecznych, wzorowane na analogicznych konstrukcjach w soborze Chrystusa Zbawiciela w Moskwie, nawiązujące rozplanowaniem do kształtu czasowni.